# Slinningsholmen
Slinningsholmen ist eine sehr kleine unbewohnte Insel im Heissafjord in Norwegen und gehört zur Gemeinde Ålesund in der norwegischen Provinz Møre og Romsdal. 
Sie befindet sich unmittelbar östlich der deutlich größeren Insel Hessa, von der sie nur wenige Meter entfernt liegt und über einen Steindamm erreichbar ist. Sie ist dem Stadtteil Slinningen vorgelagert.
Die felsige Insel hat eine West-Ost-Ausdehnung von etwa 80 Metern bei einer Breite von bis zu ungefähr 40 Metern. Ihre nördliche Uferlinie ist zum Teil begradigt und befestigt. Auf Slinningsholmen wird jedes Jahr um den Johannistag herum das Feuer Slinningsbålet entzündet.